# كارلا بوريل
كارلا بوريل (بالإنجليزية: Carla Borel)‏ هي مصورة بريطانية، ولدت في 1973.